# Gerhardt Cycleplane
O Gerhardt Cycleplane tem sido considerado o primeiro exemplo com sucesso de aeronave de propulsão humana, ou "ciclo-avião".
Voou em 1923.

## História
O Cycleplane foi desenhado por W. Frederick Gerhardt, e construído usando fundos privados, pelo pessoal da secção de voos testes em McCook Field - Dayton, Ohio.
O Cycleplane tinha sete asas estreitas montadas verticalmente, duas anexadas à fuselagem de madeira, e as outras cinco empilhadas acima dela a uma altura de quase 15 pés. Um único piloto sentava-se no cockpit aberto perto da asa, onde pedalava uma engrenagem de bicicleta ligada a uma grande hélice de duas pás.

### Operação
A aeronave fez seu primeiro voo em julho de 1923. Durante o início dos ensaios de voo, um automóvel rebocava o Cycleplane no ar e libertava-o, enquanto Gerhardt era capaz de manter estáveis voos por curtos períodos de tempo. A única descolagem apenas por tracção humana do Cycleplane foi um pequeno salto de 20 pés (6,1 m) levantando apenas 2 pés (0,61 m). 

### "Má Fama"
O Gerhardt Cycleplane talvez seja mais lembrado, e até certo ponto feito infame, por uma película de notícias de 1923 que mostra as sete asas da aeronave em colapso quando o avião estava sendo empurrado no chão. Essa ilustração de uma falha tem servido para esconder o sucesso deste e dos ciclo-aviões seguintes. 